# Даль, Биргитта
Рут Биргитта Даль (швед. Rut Birgitta Dahl; 20 сентября 1937, Фессберг — 26 ноября 2024, Gamla Uppsala, Уппсала) — шведский общественный деятель, в разные годы бывшая депутатом и спикером шведского парламента, а также министром нескольких Правительств Швеции.

## Биография
Биргитта Даль родилась в семье учителя (мать) и ректора народной средней школы (отец).
Она выросла в Сторвике, Вестеросе и Валлентуне.
В 1950-х годах Даль переехала учиться в Упсалу.
В 1960 году Биргитта Даль получила степень бакалавра в Уппсальском университете, где вела активную политическую деятельность в студенческих организациях Уппсалы и Швеции в целом.
Умерла 26 ноября 2024 года в возрасте 87 лет.

## Отрицание геноцида в Камбодже
С 1971 по 1977 год Даль была председателем Шведского комитета по Вьетнаму (с 1975 года известного как Шведский комитет по Вьетнаму, Лаосу и Камбодже). Это был период сильной симпатии шведского общества к Вьетнаму и сопротивления американскому вмешательству в Юго-Восточной Азии во время войны во Вьетнаме.
В период с 1975 по 1979 год, когда Камбоджей управляло правительство Пол Пота и его партия красных кхмеров, было убито около 1,7 миллиона камбоджийцев. Даль вызвала споры, когда отказалась верить сообщениям о зверствах, совершенных режимом красных кхмеров. В 1976 году Даль участвовала в дебатах на Sveriges Radio о ситуации в Камбодже, где, среди прочего, сказала, что: «Эвакуировать Пномпень было совершенно необходимо. Необходимо было быстро начать производство продовольствия, и это требовало больших жертв со стороны населения. […] Но это не наша проблема. Проблема в том, что у нас нет информации и свидетельств, чтобы опровергнуть всю ложь, которую распространяют враги Камбоджи». Даль подтвердила эти взгляды в статье в журнале Vietnam Nu (опубликованной Шведским комитетом по Вьетнаму, Лаосу и Камбодже) в 1977 году.
После свержения режима красных кхмеров в 1979 году после вьетнамского вторжения эти зверства подтвердились.

## Кабинет министров
С 1980 по 1981 год Даль была представителем Швеции в ООН. Она была министром энергетики с 1982 по 1990 год и министром окружающей среды с 1986 по 1991 год. Сначала она работала в кабинете Улофа Пальме. В 1986 году преемник Пальме Ингвар Карлссон позволил ей сохранить пост министра энергетики, а также дал ей пост министра окружающей среды. Именно Даль запретила использование хлорфторуглерода, которое раньше было общепринятым явлением. Кроме того на референдуме по ядерной энергетике в Швеции в 1980 году Даль была одним из лидеров победившей альтернативы «Линье-2», предусматривавшей последовательный отказ от атомной энергетики, но с осторожностью. Когда Социал-демократическая партия победила на всеобщих выборах в Швеции в 1982 году, она была назначена министром энергетики. На этом посту Даль представила «Закон об энергетической технологической деятельности» (Lagen om kärnteknisk verksamhet), который был введен в действие в 1984 году и запретил любое новое строительство ядерных энергетических реакторов в Швеции, но разрешил исследования и экспорт ядерной энергии. После интенсивных кампаний во время своего пребывания у власти Даль заручилась поддержкой в парламенте закрытия двух ядерных энергетических реакторов. Это решение было поддержано подавляющим большинством в парламенте социал-демократов, коммунистов, зелёных и Центристской партии, а также было поддержано премьер-министром Ингваром Карлссоном и министром финансов Хьелл-Олофом Фельдтом. Однако это решение встретило сопротивление, и после интенсивной лоббистской кампании было отозвано в 1989 году. Это подорвало позиции Даль, и в январе 1990 года её на посту министра сменила Руне Молин, которая поддерживала ядерную энергетику.

## Спикер парламента
После выборов 1994 года Даль была назначена спикером парламента и занимала эту должность до 2002 года. Она была второй женщиной в Швеции, занявшей эту должность. В результате выборов 1994 года парламент Швеции стал парламентом с наиболее гендерным равенством в мире. В качестве спикера Даль представила в парламенте правила, запрещающие любые формы сексуальных домогательств.

## Личная жизнь
Даль сначала была замужем за Бенгтом Кеттнером (Bengt Kettner) (развод), а затем за политиком от социал-демократов Энном Кокком с 1986 года до его смерти в 2019 году. У неё трое детей: Анна Кеттнер (Anna Kettner; род. 1961), Керстин Кокк (Kerstin Kokk; род. 1969), Матти Даль (Matti Dahl; род. 1973) Одна из её дочерей, Анна Кеттнер, также является бывшим политиком от социал-демократов.

## Награды
В 2003 году Биргитта Даль была награждена медалью Иллис кворум.

## Общественная и политическая деятельность
С 1964 по 1965 год Даль была ассистентом на курсах в шведском Институте Северной Африки.

С 1965 по 1967 год она работала в Фонде Дага Хаммаршёльда.

С 1965 по 1982 год она работала старшим административным сотрудником Шведского агентства по сотрудничеству в области международного развития.

С 1969 по 2002 год Даль была членом шведского парламента (до 1970 года — членом нижней палаты).

С 1971 по 1977 год Биргитта Даль являлась председателем Шведского комитета по Вьетнаму.

В 1980—1981 годах она была шведским делегатом при ООН.

С 1982 по 1990 год Биргитта Даль являлась министром энергетики.

С 1986 по 1991 год она работала министром охраны окружающей среды.

С 1990 по 1996 год Даль была членом Исполнительного комитета Социал-демократической партии.
С 1994 по 2002 год она также являлась спикером парламента.

С 2005 по 2011 год она являлась председателем шведского отделения ЮНИСЕФ.

## Публикации
Dahl, Birgitta I rörelse: Minnen från ett innehållsrikt liv. — Стокгольм. : Изд-во Premiss, 2016. — 327 с. — ISBN 9789186743635